# Michal Miloslav Hodža
Michal Miloslav Hodža, född 22 september 1811 i Rakša, död 26 mars 1870 i Cieszyn, var en slovakisk författare.
Hodža blev 1837 evangelisk pastor i Liptov, deltog livligt i 1848–49 års frihetsrörelse mot ungrarna, förföljdes från katolskt och ungerskt håll för sin protestantiska ståndaktighet och slovakiska patriotism, fängslades 1867, avsattes från sitt ämbete och slog sig ned i Cieszyn.
Hodža grundade 1844 den litterära föreningen Tatrén och uppsatte 1845 den första politiska tidningen på slovakiska. Genom broschyren Der Slowak (1848) sökte han göra Europa bekant med det slovakiska folket och gav på ett folkmöte i Liptov 1848 dess politiska önskemål en formulering, som lades till grund för slovakernas "Memoranda" av 1861. Som lyrisk och episk poet gick han i Ján Kollárs panslavistiska fotspår med hjältedikterna Meč krivdy (Orättvisans svärd) och Matora samt diktsamlingen Vieroslavín och åtskilliga religiösa sånger.